# 郇謨
郇謨（?—?），唐朝晋州（今山西省临汾市）人。
大历年间，元载专权。大历八年（773年）八月癸未，晋州男子郇谟用麻辫发，持竹筐及苇席，在長安东市哭泣。人们问他缘故，他回答：“有三十字请献于皇上。如果目的达不到，便用竹筐装尸体，扔在荒野。”京兆府上奏。唐代宗召见，赐他衣物，在禁内客省居住。他献上的三十字，各论一事。其大要：“团”字、“监”字。团，就是请罢诸州团练使；监，就是请罢诸道监军使。
左巡使、殿中侍御史杨护的职责是巡街，郇谟哭市，杨护不上奏，代宗以为蔽匿不报，八月丁亥，贬他为连州桂阳县丞员外置。天下藩镇割据，重要的州郡權署團練、刺史。元載用事，担任刺史的官员都帶團練的头衔以取悦人心。元载承宠得志，每更改朝政，出于元载之手，内外共怒，当时归咎于元载，于是李少良封事于前，郇谟哭市于后。